# Крамаренко Олексій Іванович
Олексій Іванович Крамаренко (17 березня 1882, Єлисаветград — 1943, Харків) — вчений, професор Харківського технологічного інституту. Під час німецької окупації у 1941—1942 рр. — міський голова (бургомістр, згодом обербургомістр) Харкова.

## Життєпис
У 1910—1931 був головним інженером на підприємствах силікатної, газової та вугільної промисловості. З 1931 р. викладав у вишах Кам'янця-Подільського та Харкова. Був одружений, мав двох дітей.
У жовтні 1941 призначений міським головою Харкова. Грав досить пасивну роль, адміністративних якостей не мав.
15—16 грудня 1941 почалося масове знищення євреїв. Крамаренко доповідав: «за два дня виселено 8547 євреїв, в результаті чого звільнилось 58129 квадратних метрів житлової площі». За розпорядженням Крамаренка у колишні єврейські квартири було вселено сім'ї 1700 працівників нової влади.
9 березня 1942 вийшов наказ № 24/5-6, який підписали Крамаренко та його заступник Л. Е. Кублицький-Піотих, де мовилося:
| П'ятий місяць уже над вільним містом поруч з переможним Германським прапором майорить наш рідний жовто-блакитний український прапор як символ нового життя, нового відродження нашої неньки-батьківщини. Але на великий жаль і сором до всіх нас українців ще й досі залишається де-не-де ганебна більшовицька спадщина. З великим соромом до всіх нас та з цілком зрозумілим гнівом українського людства трапляється чути по деяких установах, навіть у районових управах, розмови російською мовою з боку урядовців, які нібито соромляться своєї рідної мови. Сором за це тим, хто стає вільним громадянином звільненої батьківщини. Ганьба і не місце з нами тим, хто цурається своєї рідної мови. Ми не припустимо, цього не мусить бути. Тому наказую категорично заборонити далі будь кому з урядовців розмову російською мовою в службовий час в установі" |
Крамаренко допомагав заснуванню у Харкові Української автокефальної церкви на чолі з митрополитом Феофілом.
22 січня 1942 статус Крамаренка був підвищений до обербургомістра (раніше цю посаду обіймав німецький полковник Петерскнотте).
У 1942 звільнений з посади, у січні 1943 заарештований та страчений. Новим обербургомістром став його колишній заступник адвокат О. П. Семененко.